# Шмаин, Ханан Моисеевич
Хана́н Моисе́евич Шма́ин (1902, Камени, Бердичевский уезд, Киевская губерния  — после 1975, Израиль) — советский кинорежиссёр школы Леся Курбаса, сценарист.

## Биография
Родился в селе Камени Белопольской волости Бердичевского уезда, в семье бердичевского мещанина Мойше-Бера Говшия-Лузеровича Шмаина (1875—?), уроженца Камени, и Рухли Мееровны Шмаин (1878 — после 1944), уроженки села Огиевка Бердичевского уезда. Дед и бабушка — Говшия-Лузер Мойше-Берович Шмаин (1843—?), уроженец Левкова Житомирского уезда, и Хона-Ривка Авраам-Ироевна Шмаин (1844—?), уроженка Солотина Житомирского уезда.
Oбучался актёрскому мастерству в белоцерковской студии «Кийдрамте». С 1927 года был актёром харьковского театра малых форм «Весёлый пролетарий», в это же время начал работать режиссёром и переехал в Одессу (1930). Позже со своей семьёй перебрался в Киев, а затем в Москву. 
В 1941 году с женой эвакуировался в Кузнецово. 6 июня 1942 года Ханан Моисеевич Шмаин добровольцем ушёл на фронт, был призван Алма-Атинским военкоматом, гвардии младший сержант, служил в 5-й гвардейской танковой бригаде 422 стрелкового полка, в октябре 1944 года попал в плен к немцам (считался пропавшим без вести с 29 октября 1944 года), чудом спасся, семья его тяжко бедствовала.
После демобилизации в 1945 году — кинорежиссёр Хабаровской студии кинохроники, в 1948 году сниял фильм «Советский Биробиджан». В альманахе «Биробиджан» была опубликована его статья «С киноаппаратом по ЕАО».
На киностудии «Мосфильм» снял две кинокартины: «Опасный рельс» (1952) и «Сеанс гипноза» (1953). В 1957—1969 годах работал режиссёром на киностудии «Центрнаучфильм».
В книгу «Лесь Курбас. Воспоминания современников» (Киев: Искусство, 1969) вошли мемуары Х. М. Шмаина «Режиссёр, педагог, учёный».
В начале 1970-х годов с женой эмигрировал в Израиль (в 1975 году к ним присоединился сын Илья со своей семьй).

## Творчество
Режиссёр нескольких комедийных кинофильмов, среди которых «Однажды летом» (по сценарию Ильфа и Петрова) и «Сеанс гипноза». Работал с киностудиями «Украинфильм» (Киев) и Мосфильм (1953). Постановочная работа Х. Шмаина в картине «Однажды летом» была высоко оценена И. Ильинским, который исполнял в ней две главные роли — афериста псевдо-профессора Сен-Вербуда и председателя автомобильного клуба, по прозвищу «Телескоп»:

К своей работе Ханан Моисеевич относился поистине энтузиастически — ведь технические возможности у нас были в ту пору весьма скромные и ограниченные. В фильме же должны были быть автогонки, взрыв машины, проваливающийся мост, тем не менее, он успешно справился и со съемками, и с монтажом. Фильм был удостоен похвалы Ильфа и Петрова, которые были авторами сценария

## Семья
- Жена — Лия Львовна Бродзинская, преподаватель литературы на идише, бежала из Польши в СССР[6][11].
  - Сын — Илья Хананович Шмаин (1930—2005), православный пастырь, протоиерей, клирик Храма Святых Апостолов Петра и Павла у Яузских ворот[12][13].
    - Внучка — Анна Ильинична Шмаина-Великанова (род. 1955), доктор культурологии, религиевед, библеист, преподаватель московских богословских вузов[14].

## Фильмография
- 1930 — короткометражный «Чистка» — режиссёр и сценарист
- 1930 — «Станция Пупки»
- 1932 — «Приятного аппетита» — режиссёр и сценарист
- 1936 — «Однажды летом»[15]
- 1952 — «Опасный рельс»
- 1953 — «Сеанс гипноза»[16] — режиссёр и сценарист
- 1957 — «Я работаю на МЗМа» (режиссёр и автор сценария, Центрнаучфильм)
- 1958 — «Я не могла сказать»  — режиссёр
- 1958 — «Всесоюзная промышленная выставка» (Центрнаучфильм)
- 1959 — «Ключ к изобилию» (режиссёр и автор сценария, Центрнаучфильм)
- 1960 — «Скромный парень» (Центрнаучфильм)
- 1961 — «Рассказ о почётном машинисте» (Центрнаучфильм)
- 1964 — «Бригада юных» (диафильм) [17]
- 1965 — «ОСДЖ» (Центрнаучфильм)
- 1969 — «Имени Ленинского комсомола» (Центрнаучфильм)